# Älgdyngbagge
Älgdyngbagge (Aphodius nemoralis) är en skalbaggsart som beskrevs av Wilhelm Ferdinand Erichson 1848. Älgdyngbagge ingår i släktet Aphodius, och familjen bladhorningar. Arten är reproducerande i Sverige.